# Jayne Mansfield
Jayne Mansfield (nascuda Vera Jayne Palmer; 19 d'abril de 1933 – 29 de juny de 1967) va ser una actriu de cinema, teatre i televisió estatunidenca. També va ser cantant i animadora de discoteques, així com una de les primeres Playmates de Playboy. Va ser un dels principals símbols sexuals de Hollywood durant la dècada de 1950 i principis dels seixanta mentre estava contractada a la 20th Century Fox. També era coneguda per la seva vida personal i els seus trucs publicitaris, que sovint passaven com a "errors de vestuari".